# Margarete Schulz
Margarete Schulz   (* 27. Januar 1916 in Kriescht; †  13. Februar 2003) war eine deutsche Schneiderin und Politikerin (SED). Sie war von 1958 bis 1971 Abgeordnete der Volkskammer der DDR.

## Leben
Margarete Schulz wurde als Tochter eines Arbeiters im Kreis Oststernberg geboren. Sie besuchte die Volksschule und absolvierte von 1930 bis 1931 eine Berufsausbildung als Damenschneiderin (ohne Abschluss). Sie arbeitete von 1931 bis 1934 als Landarbeiterin in Neuhardenberg im Kreis Lebus. Von 1932 bis 1933 war sie Mitglied der Internationalen Roten Hilfe. Im Jahr 1935 war sie Hausangestellte in Berlin und von 1936 bis 1941 Hausfrau. Von 1942 bis 1945 war sie als selbständige Wäscherin in Berlin beschäftigt.
Nach dem Zweiten Weltkrieg wurde sie 1945 Mitglied der KPD und 1946 der Sozialistischen Einheitspartei Deutschlands (SED). Sie war 1946 zunächst wieder Hausfrau und arbeitete von 1947 bis 1949 als Gartenbauarbeiterin. Während dieser Zeit  wurde sie 1948 Mitglied der DSF und des DFD und 1949 des FDGB. Noch im selben Jahr begann sie als Schneiderin im VEB Herrenbekleidung „Fortschritt“ in Berlin-Lichtenberg  zu arbeiten und wurde 1951 Mitglied der Betriebsparteiorganisation (BPO) des Betriebes. Von 1953 bis 1958 gehörte sie der Berliner Stadtverordnetenversammlung an und war Mitglied der Ständigen Kommission für Verkehr. Den Besuch der Ingenieurschule für Bekleidungsindustrie in Berlin schloss sie 1956 als „Meister der volkseigenen Industrie“ ab. Im November 1958 wurde sie von der Stadtverordnetenversammlung als Berliner Vertreterin in die Volkskammer entsandt, war dort Mitglied der SED-Fraktion und von 1963 bis 1967 Mitglied des Ausschusses für Haushalt und Finanzen und von 1967 bis 1971 des Ausschusses für Handel und Versorgung. Margarete Schulz arbeitete zuletzt im VEB Treffmodelle, Teil des Kombinat Oberbekleidung Berlin.
Margarete Schulz war verheiratet und Mutter eines Kindes. Sie starb im Alter von 87 Jahren und wurde auf dem   St. Georgen II Friedhof in Berlin bestattet.

## Auszeichnungen
- 1950 Aktivist des Zweijahrplanes
- 1951 Aktivist des Siebenjahrplanes
- Verdienstmedaille der DDR
- 1965 Vaterländischer Verdienstorden in Bronze
- 1976 Orden Banner der Arbeit Stufe III (im Kollektiv)